# Conus victoriae
Conus victoriae é uma espécie de gastrópode do gênero Conus, pertencente a família Conidae.

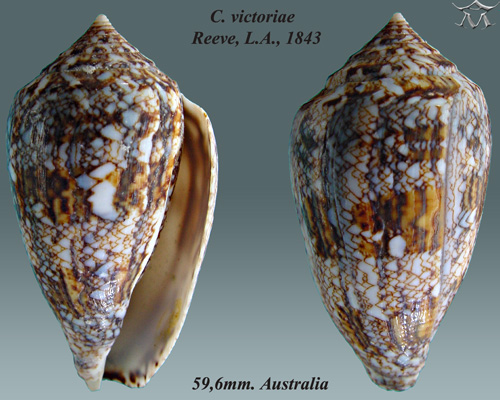
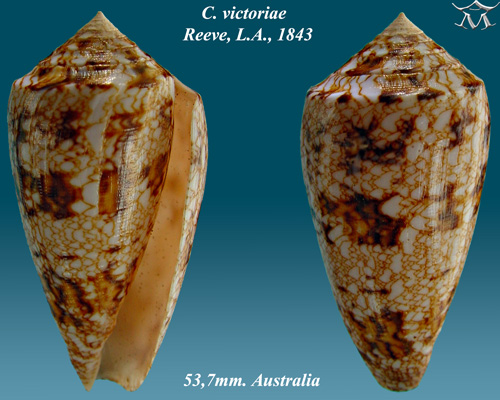
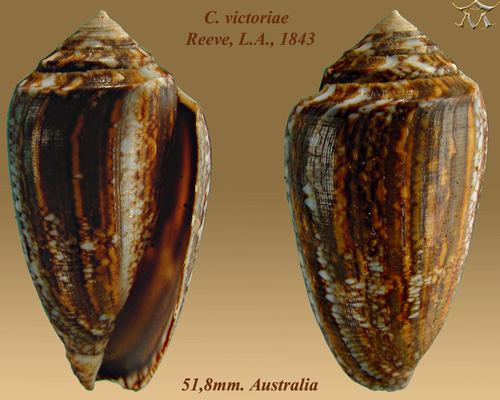
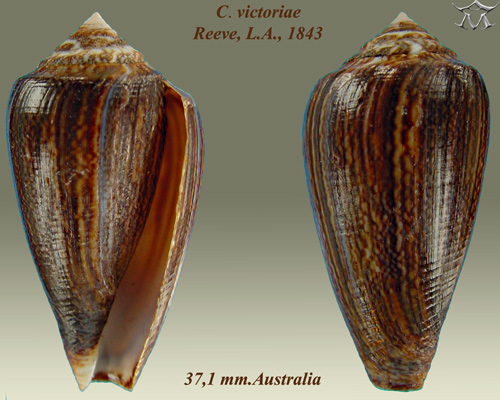